# Kuh Panj (dehestan)
Kuh Panj (persiska: دهستان كوه پنج, dehestan-e Kuh-e Panj) är ett landsbygdsdistrikt (dehestan) i den centrala delen av Iran. Det ligger i Centraldistriktet i delprovinsen (shahrestan) Bardsir, i provinsen Kerman.